# Janis Paige

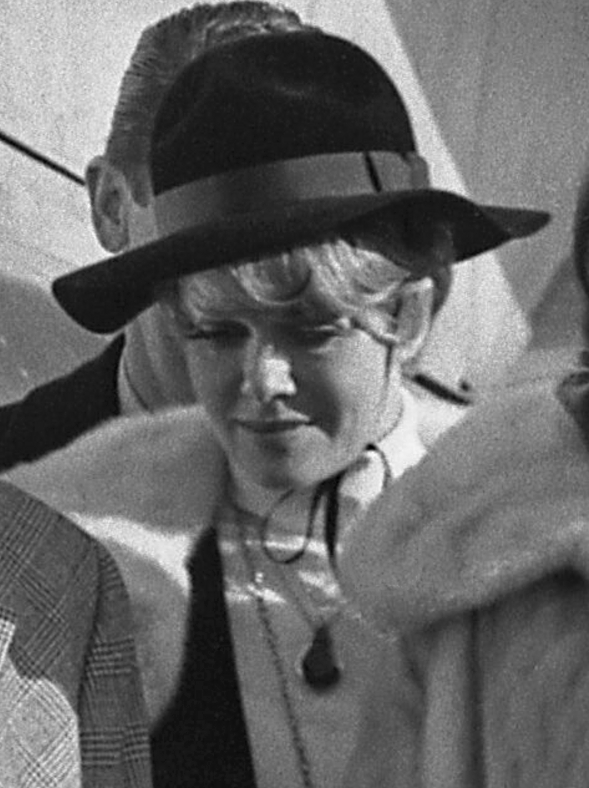
Janis Paige (1964)

Janis Paige (* 16. September 1922 in Tacoma, Washington als Donna Mae Tjaden; † 2. Juni 2024 in Los Angeles, Kalifornien) war eine US-amerikanische Schauspielerin und Sängerin. Sie wurde in den 1940er- und 1950er-Jahren vor allem in musikalischen Komödien in Hollywood und am Broadway bekannt.

## Leben und Karriere
Janis Paige fiel bereits als Kind durch ihre gute Gesangsstimme auf, weshalb ihre Mutter sie zur Opernsängerin ausbilden lassen wollte. Doch Paige zeigte mehr Neigung zum Showbusiness. Sie zog nach Los Angeles, änderte ihren Namen und erhielt während des Zweiten Weltkriegs ein Engagement als Sängerin in der Hollywood Canteen, einem von Filmstars und Filmstudios finanzierten Unterhaltungslokal für Soldaten.
Dort wurde sie von MGM entdeckt und unter Vertrag genommen, jedoch nur in einer kleinen Rolle in dem Esther-Williams-Film Badende Venus (1944) eingesetzt. Nach einem Jahr wechselte Paige zu Warner Brothers, wo sie in einer Reihe von Filmen meist die lebenslustige Freundin der Hauptdarstellerin gab. Ihre beste Chance auf Starruhm war 1948 die Hauptrolle in der Musikkomödie Zaubernächte in Rio; der Film erlangte jedoch in erster Linie als Filmdebüt von Doris Day Bedeutung. Mehr Erfolg hatte Paige im folgenden Jahr als scharfzüngige Reporterin in der Krimikomödie Eines Morgens in der Hopkins-Street. Zwar wurde Paige ein bekannter Name, doch der erhoffte Durchbruch zum großen Hollywood-Star blieb aus. Auch eine Erneuerung ihres 1950 auslaufenden Vertrags bei Warner Brothers erfolgte nicht.
Danach tourte Paige in den 1950er-Jahren durch Nachtclubs in Europa und Nordamerika und trat in verschiedenen Fernsehserien auf, unter anderem 1955 in einer kurzlebigen eigenen Personalityshow: It’s Always Jan. Am Broadway hatte sie 1951 einen großen Erfolg in der Krimikomödie Remains to Be Seen an der Seite des früheren Kinderstars Jackie Cooper. Schließlich schaffte sie 1954 mit der Hauptrolle in dem Musical The Pajama Game zumindest auf der Bühne den Durchbruch zum Star. Als Paiges früherer Arbeitgeber Warner Brothers 1957 das Stück verfilmte (deutscher Titel Picknick im Pyjama), wurde fast die gesamte Bühnenbesetzung übernommen, Janis Paige jedoch durch Doris Day ersetzt.
Ebenfalls 1957 hatte sie bei MGM in der Verfilmung des Musicals Silk Stockings an der Seite von Fred Astaire und Cyd Charisse ihren bekanntesten Leinwandauftritt, und 1960 war sie neben Doris Day und David Niven in der Komödie Meisterschaft im Seitensprung zu sehen. In den folgenden Jahren hatte Paige kaum noch Filmauftritte, spielte jedoch bis in das neue Jahrhundert mehr als 60 Fernsehrollen. Unter anderem spielte sie 1972 neben Peter Falk in der Columbo-Folge Ein Denkmal für die Ewigkeit die schillernde Ex-Frau des Mordopfers und war in 15 Episoden der Serie Trapper John, M.D. als Catherine Hackett zu sehen. Von 1990 bis 1993 spielte sie die Hauptrolle der Minx Lockridge in der Serie California Clan. Zuletzt stand sie 2001 für eine Gastrolle in der Serie Frauenpower vor der Kamera.
Paige wurde 1960 mit einem Stern auf dem Hollywood Walk of Fame geehrt. Von 1962 bis zu dessen Tod im Jahr 1976 war sie in dritter Ehe mit dem Songschreiber Ray Gilbert (1912–1976) verheiratet, der den Text für den Disney-Song Zip-a-Dee-Doo-Dah schrieb. 2017 verfasste sie im Zuge der MeToo-Debatte einen Gastbeitrag im Hollywood Reporter darüber, dass sie als 22-jährige Jungschauspielerin von dem Unternehmer Alfred Bloomingdale beinahe vergewaltigt worden sei. Janis Paige starb im Juni 2024 in Los Angeles im Alter von 101 Jahren.

## Filmografie (Auswahl)
- 1944: I Won’t Play! (Kurzfilm)
- 1944: Badende Venus (Bathing Beauty)
- 1944: Hollywood-Kantine (Hollywood Canteen)
- 1946: Der Himmel voller Geigen (The Time, the Place and the Girl)
- 1947: Schmutzige Dollars (Cheyenne)
- 1947: So You Want to Be in Pictures (Cameo-Auftritt)
- 1948: Winter Meeting
- 1948: Zaubernächte in Rio (Romance on the High Seas)
- 1949: Eines Morgens in der Hopkins-Street (The House Across the Street)
- 1949: Sie ritten mit Jesse James (The Younger Brothers)
- 1950: Gangster ohne Gnade (This Side of the Law)
- 1951: Der Weg ins Verderben (La strada buia)
- 1955–1956: It’s Always Jan (Fernsehserie, 26 Folgen)
- 1957: Seidenstrümpfe (Silk Stockings)
- 1958: Gangster ohne Gnade (This Side of the Law)
- 1960: Meisterschaft im Seitensprung (Please Don’t Eat the Daisies)
- 1961: Junggeselle im Paradies (Bachelor in Paradise)
- 1963: Frauen, die nicht lieben dürfen (The Caretakers)
- 1967: Mordbrenner von Arkansas (Welcome to Hard Times)
- 1972: Columbo: Ein Denkmal für die Ewigkeit (Blueprint For Murder, Fernsehreihe)
- 1973: Mannix (Fernsehserie, eine Folge)
- 1976: Am Freitag schlief der Rabbi lang (Lanigan’s Rabbi)
- 1978: Detektiv Rockford – Anruf genügt (The Rockford Files, Fernsehserie, eine Folge)
- 1978: Drei Engel für Charlie (Charlie’s Angels, Fernsehserie, eine Folge)
- 1980: Ein Engel auf meiner Schulter (Angel on My Shoulder)
- 1983: Die dritte Liebe (The Other Woman, Fernsehfilm)
- 1983: Chefarzt Dr. Westphall (St. Elsewhere, Fernsehserie, eine Folge)
- 1984–1985: Trapper John, M.D. (Fernsehserie, 15 Folgen)
- 1990–1993: California Clan (Fernsehserie, 106 Folgen)
- 1994: Tod in Bangkok (Natural Causes)
- 1997: Caroline in the City (Fernsehserie, eine Folge)
- 2001: Frauenpower (Family Law, Fernsehserie, eine Folge)